# المعصرة (حي)
حي المعصرة، هي إحدى أحياء محافظة القاهرة، تقع في المنطقة الجنوبية بمحافظة القاهرة مصر، كانت من قبل تابعة لحي حلوان.

## تاريخ
المعصرة منطقه تاريخية منذ العصر المصري القديم، وكانت تسمي أرض (جاسان)، سميت بعد ذلك في العصر القبطي (شهران) وسميت في العصر الإسلامي بالمعصرة.
قيل أن النبي موسى ولد بعد نحو 520 سنة من وفاة النبي يوسف، نحو عام 1278 قبل ميلاد المسيح، وعاش أقل من 100 سنة وقيل 120 سنة، مكان ولادته كان في منطقة المعصرة شمال حلوان.

## تسمية
سميت بالمعصرة في العصر الإسلامي، وترجع التسمية بالمعصرة لأنها كانت مزروعة بقصب السكر وكان اسمها العصارة.

## الموقع
تقع المعصرة بين حي حلوان جنوباً وحي المعادي وحي طره شمالاً، وتشمل شياخات ومناطق وادى حوف و حدائق حلوان وتقسيم النصر للسيارات، ومساكن الكهرباء والدواجن وتقسيم المعلمين ومساكن منتصر وعزبة كامل صدقى والمعصرة البلد والمعصرة المحطة وعزبة خليل وعرب سلام وعزبة الصفيح، وارض العمدة ومدينة الضباط والنقابات.

## مساحة
تبلغ مساحة المعصرة حولي 27 كيلومتر مربع.

## تقسيمات

### المعصرة
المعصرة من أهم مناطق حي المعصرة وأكثرها شعبيه وتقع المعصرة بين حدائق حلوان جنوبا وطرة الأسمنت شمالاً، وهي المحطة رقم ست على خط مترو الأنفاق رقم 1 (حلوان - المرج)، تعتبر المعصرة منطقة صناعية، بوجود مصنع للصناعات الأسمنتية، ومصنع التليفونات، وقد بدأت الحكومة في تطوير المنطقة بشكل يتناسب مع التطور الحضاري، ومنها إنشاء مركز شباب متطور به أكثر من ثلاث ملاعب وأيضا تحسين الطرق بشكل ملحوظ، وإنشاء مدارس جديدة، والقضاء على العشوائية في حي المعصرة، وإصدار قرار من الحكومة المصرية بجعلها تابعة لمحافظة حلوان وفي شهر إبريل سنة 2011، إلغاء القرار مع الغاء المحافظة وأصبح حي مستقل تابعة للقاهرة الكبرى.

### وادي حوف
وهي من أرقى المناطق المعصرة، حيث أتم البناء على مساحة 40% فقط من الأرض والباقي حديقة للمنزل أو الفيلا
يحدها من الشرق جبل المقطم وطريق الاوتوستراد ومن الغرب نهر النيل، وهي المحطة رقم أربع في الخط الأول لمترو الأنفاق وتتميز بالهدوء وانتشار المساحات الخضراء، وهي قلعة صناعية كبري تتواجد بها، شركة النصر لصناعة السيارات، وشركة ايكو لصناعة الالوميتال والكرفانات، وتحوى مدينة وادي حوف على مجرى السيل لتوصيل مياه السيول إلى نهر النيل.

### حدائق حلوان
كانت تابعة من قبل لحي حلوان حتي انفصلت بعد قرار الغاء محافظة حلوان، وضمت لحي المعصرة، أشهر شوارعها هو شارع الكابلات الذي أطلق عليه الاسم بسبب أبراج كابلات الكهربة للضغط العالي وهو ما يفصل وادي حوف إلى منطقتين المنطقة الأولى من ناحية المحطة وهي منطقة الأرقام الفردية والمنطقة الأخرى لشارع الكابلات وهي منطقة الأرقام الزوجية، تتميز الحدائق بأنها منطقة على شكل مثلث نسبيا.